# Dierproef

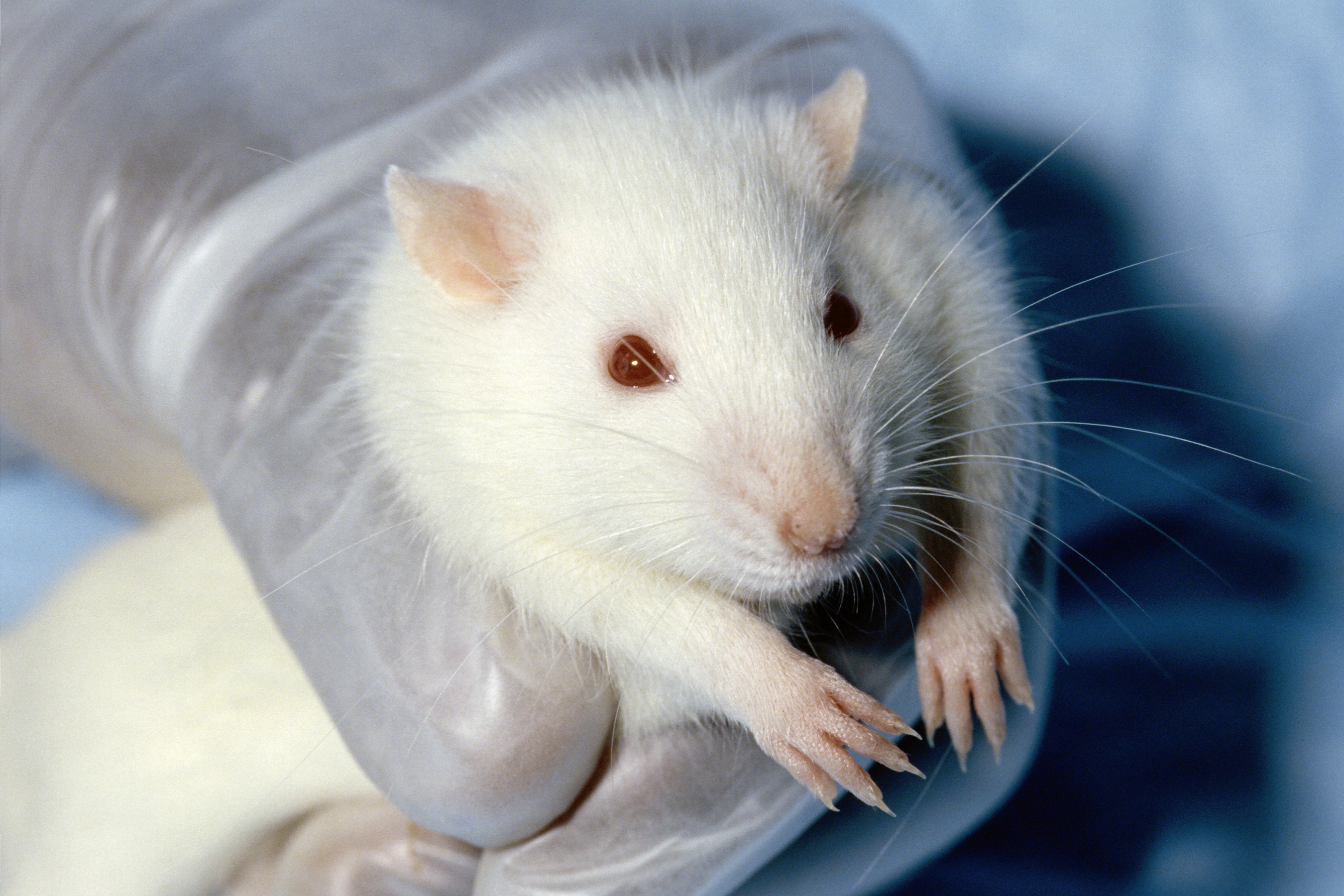
Een rat die als proefdier dient (Wistarrat)

Een dierproef is een experiment dat wordt uitgevoerd op dieren. Vaak gaat het er om de veiligheid en werkzaamheid van medicijnen of andere producten te testen, soms voor fundamenteel wetenschappelijk onderzoek. Volgens de Nederlandse Voedsel- en Warenautoriteit werden in Nederland in 2011 meer dan een half miljoen dieren gebruikt in dierproeven.
De Europese wetgeving schrijft voor dat het welzijn van proefdieren te allen tijde zo veel mogelijk gewaarborgd wordt, om onnodig lijden te voorkomen. Voordat proefdieren gebruikt mogen worden, moet een aanvraag hiertoe voorgelegd worden aan een ethische commissie. Hierin moeten het aantal en de keuze van de proefdieren zorgvuldig beargumenteerd worden. De wet verbiedt het gebruik van dieren als er alternatieve methoden bestaan. Concrete voorschriften over het gebruik van dieren voor het testen van geneesmiddelen worden internationaal afgesproken in het kader van de IHC.

## Gebruik
Dierproeven worden uitgevoerd in het kader van wetenschappelijk onderzoek. Vaak hebben dierproeven tot doel om meer te weten te komen over de effecten van een geneeskundige behandeling of een medicijn waarvan men de verwachting heeft dat deze ook bij mensen nuttig zou kunnen zijn. Ook kunnen dierproeven voor psychologisch onderzoek worden gebruikt, waarbij het leergedrag van de dieren kan worden vergeleken met dat van de mens. Dierproeven voor cosmetica zijn in Nederland sinds 1977 verboden volgens de Wet op de dierproeven.
Alle potentiële geneesmiddelen of andere producten worden eerst op dieren getest om de effectiviteit en de bijwerkingen ervan te bepalen. Pas als deze tests naar tevredenheid uitvallen kan worden overwogen om het geneesmiddel ook op mensen te testen. Meestal zijn dierproeven voldoende om te bepalen of een geneesmiddel effectief werkt bij de mens en of er mogelijk schadelijk bijeffecten zijn. Toch kan het soms zijn dat de werking van een medicijn of medische behandeling alsnog anders is bij de mens dan in de proefdieren. Dit komt doordat de fysiologie van een proefdier kan verschillen van dat van de mens. Een voorbeeld is Softenon dat bij ratten veilig bleek, maar dat bij mensen ernstige lichamelijke afwijkingen veroorzaakte.
In de jaren 1930 leverden onderzoekers zoals Ivan Pavlov, John Watson, Edward Thorndike en Burrhus Skinner via gedragsexperimenten op tal van diersoorten belangrijke bijdragen aan de psychologie, in het bijzonder het behaviorisme. Ook ethologen en ecologen hebben veel experimenten verricht met dieren, zowel in het lab als in het veld.

## Soorten
De keuze voor een diersoort bij dierproeven hangt niet alleen af van het type onderzoek. Men probeert ook altijd een zo 'laag' mogelijke diersoort te gebruiken. Zo kunnen voor fundamenteel onderzoek naar zenuwen sprinkhanen gebruikt worden en worden voor veel erfelijkheidsstudies nematoden en fruitvliegjes gebruikt.
Omdat gewervelde dieren genetisch en fysiologisch gezien veel lijken op de mens, wordt in toegepast experimenteel onderzoek met proefdieren voornamelijk gebruikgemaakt van deze dieren. Muizen, ratten en konijnen vormen de hoofdmoot van de proefdieren: ze zijn goedkoop in aanschaf, nemen weinig plaats in en planten zich snel voort (dat laatste is vooral interessant voor experimenten in de genetica). Daarna zijn kippen de meest gebruikte proefdieren. Ook worden in Nederland dierproeven op niet-menselijke primaten (zoals resusmakaken) gedaan, maar deze zijn omstreden.
Er zijn ook diersoorten die voor specifieke doeleinden geschikt zijn:
- Cavia's, die net als de mens geen eigen vitamine C aanmaken
- Kreeften zijn vanwege een simpel zenuwstelsel goed bruikbaar als modelorganisme om de motoriek te bestuderen
- Vissen om te bestuderen hoe snel een stof in een lichaam doordringt (in een waterig milieu)
- Chinchilla's hebben een groot middenoor
- Beagles worden vaak gekozen omdat dit hondenras zeer zuivere foklijnen heeft, en zo zorgt voor goed herhaalbare resultaten van de testen.[3]

## Bezwaren
Tegen het testen van producten op dieren bestaan ethische bezwaren. Deze worden des te sterker naarmate er meer alternatieve onderzoeksmethoden gevalideerd worden, waarbij men geen gebruik van proefdieren hoeft te maken, of wanneer de gebruikte proefdieren hoger ontwikkeld zijn. 
Niet-gewervelde dieren, die geen ruggengraat hebben en een kleine hersencapaciteit, worden volgens de Wet op dierproeven niet beschouwd als proefdieren, omdat ze geen stress of pijn zouden ervaren. Onderzoekers kunnen veel makkelijker ongewervelde dieren gebruiken binnen hun onderzoek, omdat zij zich niet hoeven te houden aan de bestaande wet- en regelgeving ter bescherming van het welzijn van proefdieren. Naast een aantal dierenwelzijnsorganisaties, zet de Nederlandse Stichting Proefdiervrij zich in voor het onnodige gebruik van dierproeven. Sommige wetenschappers zijn op wetenschappelijke gronden tegen dierproeven. Zij wijzen erop dat op dierproeven gebaseerde diermodellen soms weinig relevantie hebben voor mensen.
Daartegenover staan organisaties als de Stichting Informatie Dierproeven die het belang van onderzoek vooropstellen. Bij dit soort organisaties zijn vaak wetenschappers en patiëntenorganisaties betrokken. Volgens voorstanders van dierproeven blijven experimenten met dieren nodig, bijvoorbeeld in het kader van de ontwikkeling van een vaccin tegen hiv (aids).

## Alternatieven
De wet schrijft voor dat als er alternatieve dierproeven zijn die minder belastend zijn voor dieren, deze verplicht gebruikt dienen te worden. Zo werd de Draize-test vervangen door de IRE-test. In een recent rapport van de National Research Council (NRC) een denktank van vooraanstaande wetenschappers in de VS, wordt gepleit om bij het testen van stoffen, proefdieren te vervangen door methoden gebaseerd op menselijk weefsel en computermodellen. NRC baseert zich hierbij op de in de ogen van de NRC gebrekkige resultaten en hoge kosten van gebruik van proefdieren en anderzijds de vooruitgang in moleculaire biologie en computermodellen. NRC pleit voor een gemeenschappelijke inspanning van politiek, wetenschap en industrie om in de komende jaren te streven naar een vermindering van het gebruik van proefdieren door alternatieven voor deze proeven te ontwikkelen.
Daarnaast zijn er in Nederland de Biotechnische Vereniging (BV) en de Nederlandse Vereniging voor Proefdierkunde (NVP) actief. Deze zetten zich in voor verstandig dierproefgebruik door vervanging, vermindering en verfijning (De Drie V's). Vervanging van dierproeven door diervrije methoden, vermindering van het aantal te gebruiken proefdieren en verfijning van de gebruikte methoden, zodanig dat het welzijn van de proefdieren zo min mogelijk wordt aangetast, en dat met proeven optimale resultaten worden verkregen. In België is er de vergelijkbare Belgian Council for Laboratory Animal Science (BCLAS).
In november 2019 werd de internationale richtlijn van de ICH uit 1994 voor het testen van medicijnen op schadelijkheid bij zwangerschap aangepast, waardoor voortaan veel minder proefdieren nodig zijn.

## Dierproefvrij
Fabrikanten van schoonheids- en huishoudproducten die voor geen enkele markt dierproeven uitvoeren, kunnen het lidmaatschap van The Leaping Bunny Program aanvragen, wat hun het recht geeft om het keurmerk van Cruelty Free International te dragen op hun producten. Het logo verbeeldt een hippend konijn. The Leaping Bunny Program stelt wereldwijde standaarden op voor activiteiten en verkoop. Certificering kan in Nederland behaald worden via de stichting Een Dier Een Vriend, in België via GAIA en in de Verenigde Staten via The Coalition for Consumer Information on Cosmetics (CCIC) In 2013 waren meer dan 500 bedrijven gecertificeerd. Zowel op de Nederlandse als Belgische markt zijn ruim veertig daarvan actief.